# Фенер
Вижте пояснителната страница за други значения на Фенер.
Фенерът (от старогръцки: Φανάριον) е преносим или стационарен осветителен уред за ползване на открито, поради което до известна степен е ветроупорен и водоупорен. Светлината може да се получава от свещ, масло, газ, електричество и други. Фенерите могат да се използват и за сигнализиране, при излети или за декорация.